# خوار ۱۲۱۲۴
سیارک ۱۲۱۲۴ (به انگلیسی: 12124 Hvar، نامگذاری:1999RG3) دوازده هزار و صد و بیست و چهارمین سیارک کشف شده‌است که در ۶ سپتامبر ۱۹۹۹ کشف شد.
قدر مطلق سیارک برابر ۲۱.۴ است.